# Джошуа Джексон
Джо́шуа Ка́ртер Дже́ксон (англ. Joshua Carter Jackson; нар. 1978) — канадський актор. Відомий виконанням ролі Пейсі Віттера у серіалі «Затока Доусона» та Пітера Бішопа у серіалі «Межа».

## Біографія
Джошуа Джексон народився 11 червня 1978 року у Ванкувері. До 8 років він жив у Каліфорнії, згодом родина повернулась назад у Канаду, де в 11 років Джошуа вирішив стати актором. Його мати Фіона, директор по кастингу, вирішила показати сину, що акторська праця зовсім не така легка, як йому здається і взяла сина на прослуховування, сподіваючись розчарувати його. Але Джошуа натомість отримує запрошення знятися в рекламі картопляних чіпсів — так почалась його кар'єра на телебаченні.
Пробувався на головну роль у фільмі Бетмен: Початок (2005), але програв Крістіану Бейлу.
Популярність актору приніс молодіжний серіал «Затока Доусона» та фільми «Битва в Сіетлі», «Амерікано», Крик 2, «Ронні і Джулі».
Відвідав Дубайський міжнародний кінофестиваль 2006 року в Об'єднаних Арабських Еміратах.
Прослуховувався на роль Джеймса Т. Кирка в х/ф «Зоряний шлях» (2009).

## Особисте життя
Лівша. Його зріст — 1,88 м. Молодша сестра — Айслег Джексон. Також має двох старших зведених братів — Джонатана і Лімана — від першого шлюбу батька. Його дідусь та бабуся були оперними співаками в Дубліні, Ірландія.
Має подвійне громадянство США та Канади. У Джошуа був собака на ім'я Шумба, з яким він був дуже близький. На жаль, Шумба помер у липні 2006 року.
Джошуа — астматик й алергічний до горіхів.
На відміну від більшості канадських акторів, він ніколи не був представлений на кінофестивалі в Торонто.
Був у довгострокових відносинах з Діаною Крюгер протягом 10 років (2006—2016). Проте пара розірвала романтичні відносини в липні 2016 року, заявивши, що вони залишаться друзями.

## Вибрана фільмографія
- 2014 — Коханці (серіал) / The Affair
- 2012 — Фортуна Вегаса / Lay the Favorite
- 2008 — Один тиждень / One Week
- 2008—2013 — Межа (серіал) / Fringe
- 2008 — Фантоми / Shutter
- 2007 — Битва у Сіетлі / Battle in Seattle
- 2006 — Столиця закону (ТБ) / Capitol Law
- 2006 — Боббі / Bobby
- 2005 — Гра тіней / The Shadow Dancer
- 2005 — Північне сяйво / Aurora Borealis
- 2005 — Прокляті / Cursed
- 2005 — Амерікано / Americano
- 2003 — Два життя Ґрея Еванса / I Love Your Work
- 2002 — Штат самотньої зірки / Lone Star State of Mind
- 2002 — Проект Леремі / The Laramie Project
- 2000 — Черепа / The Skulls
- 1999 — Жорстокі ігри / Cruel Intentions
- 1998 — The Battery
- 1998 — Здібний учень / Apt Pupil
- 1998 — Міські легенди / Urban Legend
- 1998—2003 — Затока Доусона / Dawson's Creek
- 1997 — Крик 2 / Scream 2
- 1997 — Ронні і Джулі (ТБ) / Ronnie & Julie